# 数字电视音频广播
数字电视音频广播（英語：Digital-television radio/DTV radio/DTR）指利用数字电视提供的纯音频节目。这些频道通过有线电视、卫星电视或地面数字电视传送。数字电视广播的多样性介于常规调幅/调频广播以及卫星广播之间。但由于数字电视广播通过数字信号传送，故实际音质可能会超过两者。
数字电视广播可免费或收费提供。数字电视广播音乐和音频节目通常作为基本电视服务或套餐的一部分提供。
2014年的一份报告显示，一成一的美国人平均一天收听一次数字电视广播，百分之五点二的时间用于收听数字电视广播音频。

## 频道数量和可用性
在美国， DirecTV为家庭用户提供八十四套Sonic Tap广播节目， Dish Network为家庭用户提供九十五套天狼星XM卫星广播和Muzak广播节目（视订阅类型）。 Music Choice提供五十套广播节目（所有频道都通过多路复用连接到单个有线数字电视频道，且带有以低比特率发送的静态图片以识别电台和歌曲，并提供有关艺术家的更多信息）。CRN Digital Talk Radio Networks提供七套广播节目（专门提供谈话广播节目）。地面广播公司提供四百五十余套广播节目。一些调幅/调频广播公司将其节目与数字电视联播并将其呼号品牌化，例如通过WMBC-TV的WDNJ和通过WHWD-LD播映的WSIC。
在加拿大，数字电视提供商通常提供Stingray Music的数字广播节目（该机构提供一百余套广播节目），以及通过机顶盒呈现的元数据或允许观众通过交互式菜单界面获取歌曲信息。浏览频道并查看播放列表。 虽然加拿大广播电视及通讯委员会仅特别要求数字电视提供商提供当地社区、校园和加拿大广播电台的广播节目，但部分业者亦会在当地有线电视网中提供当地可接收的调幅/调频广播电台节目。一些地面广播公司亦有提供音频频道，例如CH6498、CH5535-DT、CH2517-DT和CJON-DT 。
在英国，作为卫星电视服务的一部分，天空英国服务使用者可收听七十套数字电视广播频道。地面数字电视提供约四十套广播节目（可通过Freeview免费收听）。
在澳大利亚，联邦政府资助的电视网络澳大利亚广播公司和特别广播服务公司的电台同时提供数字电视与音频频道。 澳广转播五套调幅/调频频道和五套数字声音广播频道（爵士乐台、乡村音乐台、儿童音乐台、澳洲独立音乐台和另类音乐台，以及首都电台、国家电台、古典音乐台、新闻台和青年台）。特别广播服务转播SBS Radio第一、二、三套节目以及SBS Arabic24、PopDesi、Chill和PopAsia。VAST卫星服务转播约一百套电台节目。
在中国大陆，中央广播电视节目无线数字化覆盖工程通过中星6C卫星在全国各地的地面数字电视中传输中央人民广播电台的12套广播频道。有些地区（例如山东省）的地面数字电视亦有转播当地省、市、县级地方电台的广播节目。
在菲律宾， 梦想卫星电视提供十套广播节目，Cignal数字电视提供十余套调幅/调频广播节目，G Sat提供十套广播节目。